# Damien de Martel
Damien de Martel (ur. 1878, zm. 1940) – francuski polityk, Wysoki Komisarz w Syrii i Libanie w latach 1932–1938.
Martel w październiku 1932 roku został Wysokim Komisarzem Francji w Libanie i Syrii. Zastąpił na tym stanowisku Henriego Ponsota. W 1936 roku w libańskich wyborach prezydenckich zgodził się oddać parlamentowi cześć jego kompetencji (m.in. możliwość wyboru prezydenta). Konsekwencją tego był wybór Émile'a Eddé na prezydenta Libanu. Martel swoją funkcję pełnił do października 1938 roku. Jego następcą został Gabriel Puanux.